# Psilosiphon scoparius
Psilosiphon scoparius – gatunek krasnorostu z rodziny Batrachospermaceae. Gatunek typowy i jedyny (stan na rok 2020) przedstawiciel rodzaju Psilosiphon, który w związku z tym jest rodzajem monotypowym. Rośliny te mają plechy w postaci kępek złożonych widocznych gołym okiem krótkich nici. Występują w Australii i na Nowej Zelandii.

## Budowa
Plecha gametofitu nitkowata, w postaci kępki zbudowanej zwykle z kilkunastu nici wyrastających z części chwytnikowej. O niciach sztywnych, cylindrycznych i słabo rozgałęziających się. Plechy o długości od 14-33 mm i szerokości 0,5-1,5 mm. Gładkie i bez węzłów. Jednoosiowe. Okorowanie dość zwarte. Jego komórki prawie niezróżnicowane pod względem wielkości. Dystalne od półkulistych do kulistych, pozostałe od prawie sześciennych do prawie cylindrycznych. Nici okorowania czasem zakończone jednokomórkowym włosem o długości do 60 μm. Z wiekiem niektóre komórki rozdymają się, przypominając zarodnie. Jądra komórkowe znajdują się w centrum komórek. W pełni wykształcone dyskowate chloroplasty występują nie tylko w komórkach okorowania, gdzie zajmują większą część komórki, ale również rdzenia, gdzie są mniejsze. Komórki obu warstw mają mało wakuol lub nie mają ich wcale. Plemnie są rozrzucone po plesze, nie tworząc skupisk. Plechy oliwkowozielone, wysychając – czernieją. 
Z wyglądu przypomina lemaneę. Młode osobniki tych rodzajów są prawie nierozróżnialne. Różnią się m.in. obecnością wakuoli, które u lemanei mogą zajmować większość komórki. U lemanei również różnice między rdzeniem a okorowaniem są wyraźniejsze.

## Biologia i ekologia
Rozmnaża się przez rozmnóżki, co jest unikatowe wśród Batrachospermales. Wytwarza również zarodniki, powstające na szczycie nici okorowania. Rozmnażanie płciowe jest słabo zbadane. Nie zaobserwowano fazy karposporofitów.
Żyje w oligotroficznych i polihumusowych strumieniach południowo-wschodniej Australii (z Tasmanią) i Nowej Zelandii, nie zamierając na okres zimowy.

## Odkrycie i pozycja taksonomiczna
Gatunek opisał Timothy Entwisle w 1989. Za Miejsce typowe przyjął potok Lamonds Creek (Lyrebird Creek) w rezerwacie Barren Grounds pomiędzy miejscowościami Jamberoo i Robertson (34°39'S, 150°44'E).
Nazwa rodzaju ma źródłosłów w języku greckim, oznaczając 'gładką rurę'. Epitet gatunkowy z kolei ma źródło łacińskie, nawiązując do kształtu miotły. W momencie opisania przyjęto formę gramatyczną scoparium, następnie zastąpioną przez scoparius.
Ze względu na podobieństwo do przedstawicieli rodzaju lemanea przyjęto, że rodzaj Psilosiphon należy do rodziny Lemaneaceae. Po kilku latach i dalszych analizach zaproponowano wyodrębnienie rodziny Psilosiphonaceae Entwisle, Sheath, Müller et Vis 1996. Oznaczało to, że zarówno rodzaj Psilosiphon jest taksonem monotypowym, jak i jego rodzina. Sami autorzy nazwy uważali, że taki stan może być skutkiem zbyt słabego poznania gatunku. Badania molekularne wskazały, że wyróżnianie rodziny Psilosiphonaceae nie ma uzasadnienia i została ona uznana za synonim rodziny Batrachospermaceae.
Nazwę Psilosiphon zaproponowano dla innej rośliny – z rodziny kosaćcowatych. Po zorientowaniu się, że nazwa ta jest już zajęta, autorzy przemianowali wyodrębniony przez siebie rodzaj na Afrosolen.